# 東漢太傅、太師列表
《後漢書·百官志一》：「太傅，上公一人。本注曰：掌以善導，無常職。世祖以卓茂為太傅，薨，因省。其後每帝初即位，輒置太傅錄尚書事，薨，輒省。」今據《後漢書》諸《帝紀》作此表，在位年數不足一年者，按一年計算。

## 太傅
《後漢書·光武帝紀上》載：「（建武元年九月）甲申，以前高密令卓茂為太傅。」
| 序次                    | 爵位       | 姓名   | 在位年數 | 在位時間     | 皇帝              |
| 東漢太傅（25年－220年） |            |        |          |              |                   |
| 1                       | 褒德侯     | 卓茂   | 4年      | 25年－29年   | 漢光武帝          |
| 2                       | 高密元侯   | 邓禹   | 1年      | 57年－58年   | 漢明帝            |
| 3                       | 節鄉正侯   | 赵憙   | 5年      | 75年－80年   | 漢章帝            |
| 4                       | 關內侯     | 邓彪   | 5年      | 88年－93年   | 漢和帝            |
| 5                       | 安鄉侯     | 張禹   | 1年      | 106年－107年 | 漢殤帝 漢安帝     |
| 6                       | 獲嘉侯     | 馮石   | 1年      | 125年－126年 | 北鄉侯劉懿 漢順帝 |
| 7                       | 無         | 桓焉   | 2年      | 126年－128年 | 漢順帝            |
| 8                       | 無         | 赵峻   | 2年      | 144年－145年 | 漢沖帝 漢質帝     |
| 9                       | 高陽鄉侯   | 陈蕃   | 1年      | 168年        | 漢靈帝            |
| 10                      | 安樂文恭侯 | 胡广   | 4年      | 168年－172年 | 漢靈帝            |
| 11                      | 無         | 袁隗   | 1年      | 189年－190年 | 漢靈帝 漢少帝     |
| 12                      | 襄賁侯     | 刘虞   | 2年      | 190年－192年 | 漢少帝 漢獻帝     |
| 13                      | 無         | 马日磾 | 2年      | 192年－194年 | 漢獻帝            |

## 太師
《後漢書·孝獻帝紀第九》載：「（初平）二年春正月辛丑，大赦天下。二月丁丑，董卓自為太師。」
| 序次                    | 爵位 | 姓名 | 在位年數 | 在位時間     | 皇帝   |
| 東漢太師（25年－220年） |      |      |          |              |        |
| 1                       | 郿侯 | 董卓 | 1年      | 191年－192年 | 漢獻帝 |